# Supervision technique de flotte
Une Supervision technique de flotte (STF) est une entité de la Société nationale des chemins de fer français (SNCF) chargée de la gestion du parc de son matériel roulant.

## Présentation

Localisation des STF en France en 2012

Mises en place à partir de juin 2011, les Supervisions techniques de flotte (STF) sont les entités internes de la SNCF chargées de la gestion du matériel roulant (locomotives et rames automotrices) de l'entreprise et de ses filiales. À partir de cette date, la notion de dépôt titulaire disparaît progressivement, dans le sens où un matériel moteur n’est plus affecté à un dépôt mais à une activité (TGV, TER, Fret, Transilien, Infrastructure, etc.). Cette nouvelle organisation a pour objectif d’améliorer la disponibilité du matériel en confiant la gestion de la maintenance des locomotives non plus à un seul dépôt, ou Technicentre, mais à plusieurs. Les opérations de maintenance sont désormais réalisées au plus près des lieux d’exploitation et non plus dans des dépôts uniques ou spécialisés qui étaient souvent éloignés des lieux d’utilisation des locomotives ou des rames automotrices, ce qui provoquait parfois de longues périodes d’immobilisation dues aux transferts vers ces dépôts ainsi que des phénomènes d’engorgement des dépôts.
Chaque type de matériel moteur (TGV, locomotives, rames automotrices, etc.) de la SNCF est maintenant rattaché à une Supervision technique de flotte ; celle-ci s’appuyant sur un ou plusieurs technicentres pour réaliser les opérations de maintenance en fonction de la charge de ces centres ainsi que des délais de réalisation et de la nature des opérations.
Les fonctions principales des Supervisions techniques de flotte sont l'organisation de la maintenance et le suivi du parc moteur de la SNCF. Les STF ont pour objectif :
- de réduire le temps entre la détection d'une anomalie et son traitement en atelier ;
- de limiter les temps d'attente dans les ateliers en organisant la répartition des réparations et des maintenances entre différents ateliers ;
- de simplifier les relations entre les ateliers et activités.

## Liste des Supervisions techniques de flotte
Les Supervisions techniques de flotte sont au nombre de quarante-trois . Elles peuvent être réparties en quatre grands domaines :
- STF « TGV » ;
- STF « SNCF Proximités  et SNCF Voyages » ;
- STF « Fret, Infra et tiers » ;
- STF « Transilien ».

| STF                                          | Codes      | Sièges (technicentres)                   | Villes                                                                                              | Observations                                                      |
| -------------------------------------------- | ---------- | ---------------------------------------- | --------------------------------------------------------------------------------------------------- | ----------------------------------------------------------------- |
| STF TGV Atlantique                           | SGA        | Technicentre de Châtillon                | Châtillon                                                                                           | Rames TGV Atlantique                                              |
| STF TGV Nord                                 | SGN        | Technicentre du Landy                    | Saint-Denis                                                                                         | Rames TGV Sud-Est                                                 |
| STF TGV Paris Est                            |            | Technicentre Est Européen                | Pantin                                                                                              | Rames TGV Paris Est                                               |
| STF TGV Tricourant                           | SGT        | Ateliers SNCB de Forest                  | Forest (Belgique)                                                                                   | Parc TGV (SNCF, SNCB, NS, DB) Réseau "Pool tricourant", PBA/PBKA  |
| STF TGV 2 Niveaux                            | STG        | Technicentre Sud-Est Européen (ex-AMPSE) | Villeneuve-Saint-Georges                                                                            | Rames TGV Sud-Est, 2 niveaux, Réseau Italie, Bicourant, POS Lyria |
| STF North Pole International                 | ZPI        | Eurostar International Limited           | Temple Mills (Grande-Bretagne)                                                                      | Rames TGV SNCF TMST                                               |
| STF Achères                                  | SAC        | Paris Saint Lazare                       | Achères                                                                                             | Mise en place de cette STF abandonnée au profit de la STF STH     |
| STF Aquitaine                                | SAQ        | Aquitaine                                | Bordeaux                                                                                            | Proximités et Voyages                                             |
| STF Tram/Train de l'Arbresle                 | SAR        | Tram/Train de l'Arbresle                 | L'Arbresle                                                                                          | Proximités                                                        |
| STF Auvergne                                 | SAU        | Auvergne-Nivernais                       | Clermont-Ferrand                                                                                    | Proximités et Voyages                                             |
| STF Fret Avignon-Miramas                     | SAV        | Fret Avignon-Miramas                     | Avignon                                                                                             | Supprimée en mars 2013 (mutation des BB 69000 Fret vers STF SNO)  |
| STF Bourgogne Franche-Comté                  | SBF        | Bourgogne Franche-Comté                  | Dijon                                                                                               | Proximités et Voyages                                             |
| STF Bretagne                                 | SBR        | Bretagne                                 | Rennes                                                                                              | Proximités et Voyages                                             |
| STF Champagne-Ardenne                        | SCA        | Champagne-Ardenne                        | Épernay                                                                                             | Proximités et Voyages                                             |
| STF Centre-Tours                             | SCT        | Centre-Tours                             | Saint-Pierre-des-Corps                                                                              | Proximités et Voyages                                             |
| STF Tram/Train de Doulon                     | SDO        | Tram/Train de Doulon                     | Nantes                                                                                              | Proximités                                                        |
| STF Masteris/STF Tiers                       | SFT        | Technicentre Grand-Est                   | Strasbourg                                                                                          | STF Fret, Infra et tiers                                          |
| STF Grand Est                                | SGE        | Grand Est Technicentre Est Européen      | Bobigny                                                                                             | Proximités                                                        |
| STF Infrarail                                | SLA        | Champagne-Ardenne                        | Chalindrey                                                                                          | Parc traités par le SDM de Longueau (SPI)                         |
| STF Infrarail                                | SLB        | Champagne-Ardenne                        | Chalindrey                                                                                          | Parc traités par le SDM de Bordeaux (SAQ)                         |
| STF Transilien ligne C                       | SLC        | Paris Rive-Gauche                        | Vitry-sur-Seine                                                                                     | Transilien                                                        |
| STF Transilien lignes D et R                 | SLD        | Paris-Nord & Villeneuve                  | Villetaneuse, Villeneuve-Saint-Georges                                                              | Transilien                                                        |
| STF Locomotives électriques Fret             | SLE        | Nord - Pas-de-Calais                     | Lille                                                                                               | Fret                                                              |
| STF Infrarail                                | SLF        | Champagne-Ardenne                        | Chalindrey                                                                                          | Parc traités par le SDM de Nevers et de Tours (SCT)               |
| STF Infrarail                                | SLI        | Champagne-Ardenne                        | Chalindrey                                                                                          | Infra                                                             |
| STF Transilien ligne J et L                  | SLJ        | Paris Saint-Lazare                       | Levallois-Perret                                                                                    | Transilien                                                        |
| STF Limousin                                 | SLM        | Limousin                                 | Limoges                                                                                             | Proximités et Voyages                                             |
| STF Lignes Normandes                         | SLN        | Paris Saint-Lazare                       | Clichy                                                                                              | Proximités et Voyages                                             |
| STF Languedoc-Roussillon                     | SLR        | Languedoc-Roussillon                     | Nîmes                                                                                               | Proximités et Voyages                                             |
| STF Locomotives thermiques fret              | SLT        | Longueau                                 | Lens, Longueau, Sotteville-lès-Rouen, Dijon, Tours, Nevers, Avignon, Miramas, Thionville, Bordeaux. | Fret, STF créée le 19/02/2015                                     |
| STF Mont-Blanc                               | SMB        | Mont-Blanc                               | Saint-Gervais-les-Bains                                                                             | Proximités                                                        |
| STF Lorraine                                 | SMN        | Lorraine                                 | Metz                                                                                                | Proximités et Voyages                                             |
| STF Midi-Pyrénées                            | SMP        | Midi-Pyrénées                            | Toulouse                                                                                            | Proximités et Voyages                                             |
| STF Normandie                                | SNO        | Normandie                                | Sotteville-lès-Rouen                                                                                | Fret, Proximités Normandie, Voyages                               |
| STF Nord - Pas-de-Calais                     | SNP        | Nord - Pas-de-Calais                     | Lille                                                                                               | Proximités et Voyages                                             |
| STF Transilien ligne N et U + Paris-Chartres | SNU        | Paris Rive-Gauche                        | Montrouge                                                                                           | Transilien, Proximités                                            |
| STF Occitanie                                | SOC        | Occitanie                                | Toulouse                                                                                            | Proximités                                                        |
| STF Provence-Alpes-Côte d'Azur               | SPC        | Provence-Alpes-Côte d'Azur               | Marseille                                                                                           | Proximités et Voyages                                             |
| STF IDF lignes E - P et T4                   | SPE        | Paris-Est                                | Noisy-le-Sec                                                                                        | Transilien                                                        |
| STF Picardie                                 | SPI        | Amiens                                   | Longueau                                                                                            | TER, Intercités, Transilien Ligne P                               |
| STF Pays de la Loire                         | SPL        | Pays de la Loire                         | Nantes                                                                                              | Proximités et Voyages                                             |
| STF Paris Masséna                            | SPM        | Technicentre Paris-Austerlitz            | Paris                                                                                               | Voyages                                                           |
| STF Transilien ligne H et K                  | SPN        | Paris-Nord                               | Villetaneuse                                                                                        | Transilien                                                        |
| STF Rhône-Alpes                              | SRA        | TER Rhône-Alpes                          | Lyon                                                                                                | Proximités et Voyages                                             |
| STF Alsace                                   | STA        | Technicentre Grand-Est                   | Strasbourg                                                                                          | Proximités et Voyages                                             |
| STF Thionville                               | STH        | Champagne-Ardenne                        | Chalindrey                                                                                          | Locotracteurs Infra                                               |
| STF Voyages - Intercités                     | SVI        | Voyages - Intercités                     | Villeneuve-Saint-Georges                                                                            | Proximités et Voyages                                             |
| STF Cellule matériel radié                   | SXX ou CMR | Matériels radiés                         | Chalindrey                                                                                          | /                                                                 |

## Démantèlement
En 2012, le technicentre du Mans est reconverti pour le démantèlement des voitures Corail en fin de vie.
Les TGV sont eux démantelés à Rennes, au Mans ou à Culoz,.
Fin 2019, un nouveau centre de recyclage des trains ouvre en gare de Baroncourt, dans le département de la Meuse.